# Ehyophsta
Ehyophsta ("Dona de Cabells Grocs" en Xeiene) va ser una dona Xeiene. Era la filla de John Stands-in-Timber, qui va morir el 1849, i neboda de Bad Faced Bull (Brau Malcarat). Va lluitar en la batalla de l'Illa Beecher el 1868, i també va combatre els xoixons el mateix any, on va matar un enemic. Va tornar a combatre els xoixons el 1869. Formava part d'una societat secreta composta íntegrament per dones xeienes. Va morir el 1915.
És una de les dones llistades al Heritage Floor a la famosa obra instal·lació feminista, The Dinner Party, de Judy Chicago.